# Президентські вибори у Словаччині 2014
Президентські вибори у Словаччині відбулися 15 (1-й тур) та 29 березня (2-й тур) 2014 року.
Чинний президент Словаччини Іван Гашпарович не міг брати участь у виборах, тому що вже обирався двічі. В 1-му турі брали участь 14 кандидатів, 7 від партій і 7 незалежних. У другий тур пройшли кандидат від партії Курс — соціальна демократія Роберт Фіцо та філантроп і підприємець Андрей Кіска.
Перемогу, з результатом 59,4 %, здобув Андрей Кіска; чинний прем'єр, Роберт Фіцо, отримав 40,6 % голосів виборців. Участь у другому турі взяли 50,5 % виборців.
Активність виборців була більшою на 7 % від голосування в першому турі, 15 березня. Найактивнішими були виборці столиці — Братислави, понад 70 % котрих проголосували за переможця. Новообраний президент, четвертий за ліком, має присягнути 15 червня, після закінчення повноважень чинного президента країни Івана Гашпаровича.